# 벤 홀링스워스
벤 홀링즈워스(Ben Hollingsworth, 1984년 9월 7일 ~ )는 캐나다의 배우이다.
브룩빌에서 태어났다.

## 출연 작품
- 라비드 (2019년) - 브래드 하트 역
- 벤데타 (2015년)
- 럭키 인 러브 (2014년)
- 캔디 케인3 (2014년) - 믹키 역
- 커밍 홈 포 크리스마스 (2013년)
- 윔피 키드 2 (2011년)
- 수상한 가족 (2009년) - 믹 존스 역
- 사랑은 은반 위에 3 (2008년)

### 텔레비전
- 컬트 (2013)
- 코드 블랙 (2015-18)